# Charles Perrin (homme politique)
Pour les articles homonymes, voir Charles Perrin et Perrin.
Charles Perrin est un homme politique français né le 8 décembre 1743 et décédé le 17 décembre 1808 à Paris.
Procureur au Parlement de Paris pendant 20 ans, il s'installe à Laigle et devient conseiller d'arrondissement. Il est désigné député de l'Orne le 3 octobre 1808, et meurt quelques semaines plus tard.

## Sources
- « Charles Perrin (homme politique) », dans Adolphe Robert et Gaston Cougny, Dictionnaire des parlementaires français, Edgar Bourloton, 1889-1891 [détail de l’édition]